# Angel in Disguise
«Angel in Disguise» (Ангел во плоти) — песня в исполнении латвийского дуэта «Musiqq», с которой они представили Латвию на конкурсе песни «Евровидение 2011». Автором песни является Маратс Оглезневс.
Песня была выбрана в качестве победителя после конкурса «Eirodziesma 2011», национального отбора Латвии на «Евровидение», что позволило латвийскому дуэту представить свою страну на международном конкурсе песни «Евровидение 2011», который прошёл в Дюссельдорфе, Германия.
Песня поднялась до восьмого места в национальном хит-параде Латвии Latvian Airplay Chart.
В 2011 году композиция была выпущена в составе одноимённого макси-сингла, в который помимо неё вошли песни «Abrakadabra» и «Dance With Somebody», а также ремикс диджея Boyza II и караоке-версия. В 2014 году она также вошла в трек-лист очередного полноформатного альбома Musiqq Vēl viena mūzika.

## Список композиций
| №  | Название                             | Длительность |
| -- | ------------------------------------ | ------------ |
| 1. | «Angel In Disguise»                  | 3:05         |
| 2. | «Abrakadabra»                        | 3:41         |
| 3. | «Dance With Somebody»                | 3:08         |
| 4. | «Angel In Disquise (Boyza II Remix)» | 4:35         |
| 5. | «Angel In Disquise (Karaoke)»        | 3:03         |

## Позиции в чартах
| Чарт (2011)           | Наивысшая позиция |
| --------------------- | ----------------- |
| Latvian Airplay Chart | 8                 |